# 苏联吞并的波兰领土

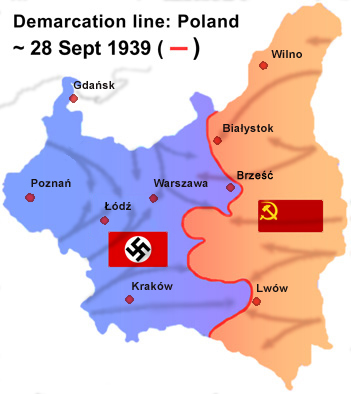
波兰战役期间双方军队推进时所创建的临时边境。在苏联和德国达成外交协议后，临时边境很快被重新划分

1939年納粹德國發動波蘭戰役，标志着第二次世界大战爆发。17天后，苏联军队入侵波兰东部领土。而后，总面积達201,015平方公里，有着1329.9万人口的波兰东部领土被苏联占领。蘇聯佔領區內的人口除波蘭人外，还有白俄罗斯人、乌克兰族等民族，此外還有捷克人、立陶宛人、犹太人等少数民族。
苏联佔領东波兰领土后，很快将其分割并入到立陶宛、白俄罗斯和乌克兰苏维埃社会主义共和国的领土内。1943年德黑兰会议期间再划分了欧洲领土，也令这种边界分配在1945年后成为既成事实。苏联用德国东部领土补偿这一领土划分而对波兰造成的损失，而代价是波兰东部领土被苏联正式吞并。新成立的波兰人民共和国政权将波兰新接收到的德国东部领土称为“收复的领土”。
1939年东波兰波兰人数量约为527.4万，但经过1939-1945年纳粹德国、苏联和乌克兰民族主义势力的对其进行的种族清洗后，东波兰波兰人口仅剩180万。二战后波兰领土小于战间期的领土面积，减少约7.7万平方公里，大致相当于比利时和荷兰领土面积总和。

## 莫洛托夫-里宾特洛甫条约

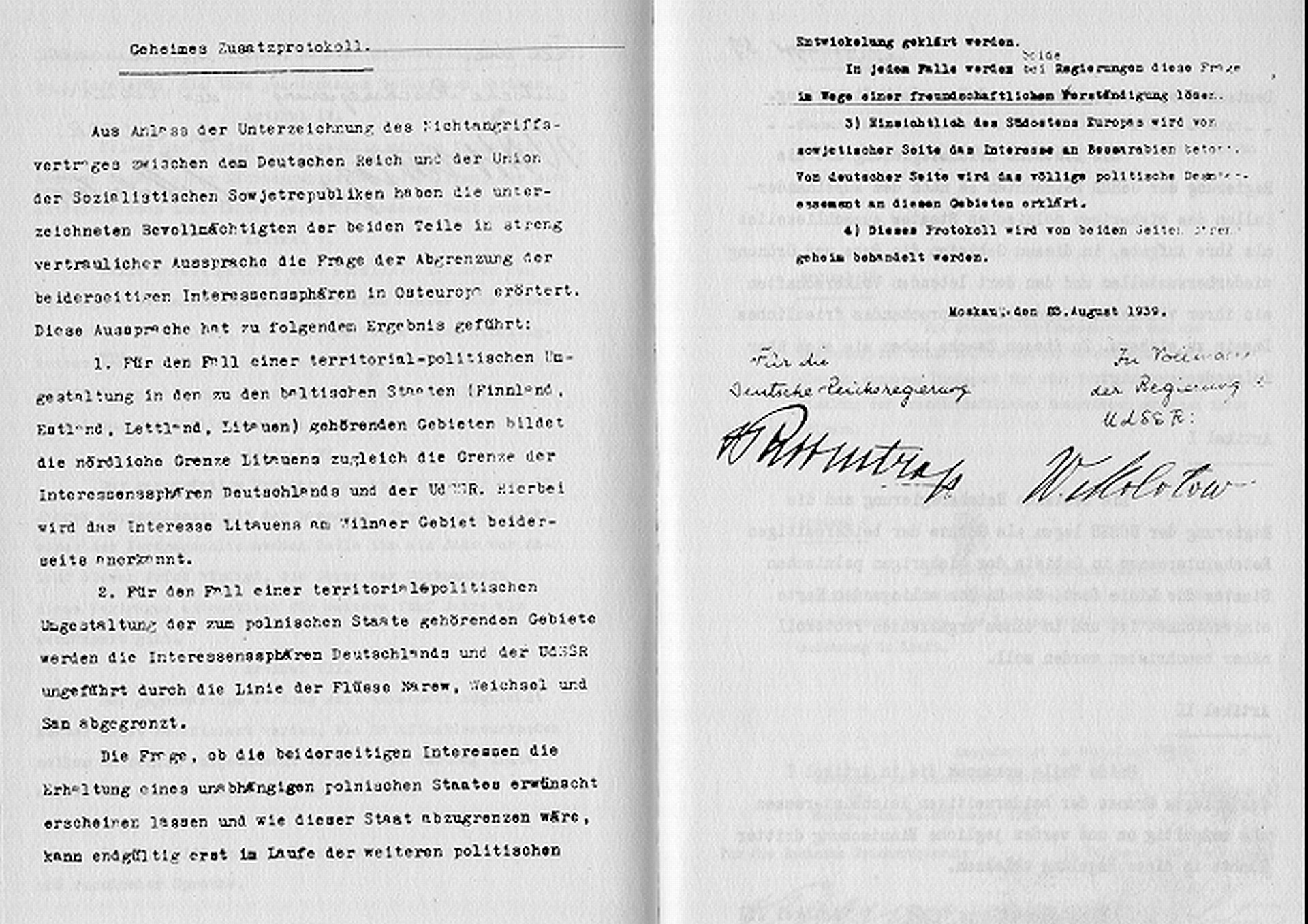
秘密协定附加书

1939年8月24日清晨，苏联和纳粹德国签署了一项为期10年的互不侵犯条约，称为《莫洛托夫-里宾特洛甫条约》。值得注意的是其条约内的“秘密议定”内容，而这是在1945年德国战败后才被披露的。根据秘密议定书，划分了双方的势力范围，其中，爱沙尼亚和拉脱维亚以及比萨拉比亚等被划分给苏联。
波兰在其秘密议定书中被分割—纳雷夫河、维斯瓦河和桑河以东的地区归苏联所有，而西部则归德国所有。东波兰的这些领土最初是在1918年至1921年的一系列战争（主要是波苏战争）中被波兰吞并的，城市中民族人口混杂，波兰人和乌克兰人是当地占比最多民族，白俄罗斯人和犹太人也是重要的少数民族。而在农村地区的许多地方都有非波兰人的民族人口，如南部是乌克兰人为主，北部以白俄罗斯人为主。
秘密协定也规定，毗邻东普鲁士的立陶宛划分为德国势力范围，尽管1939年9月达成的第二份秘密协议将立陶宛的大部分地区划归苏联。根据新的秘密协定，立陶宛得以收回其在战时被波兰占领的历史首都维尔纽斯。

## 苏联吞并东波兰(1939-1941)

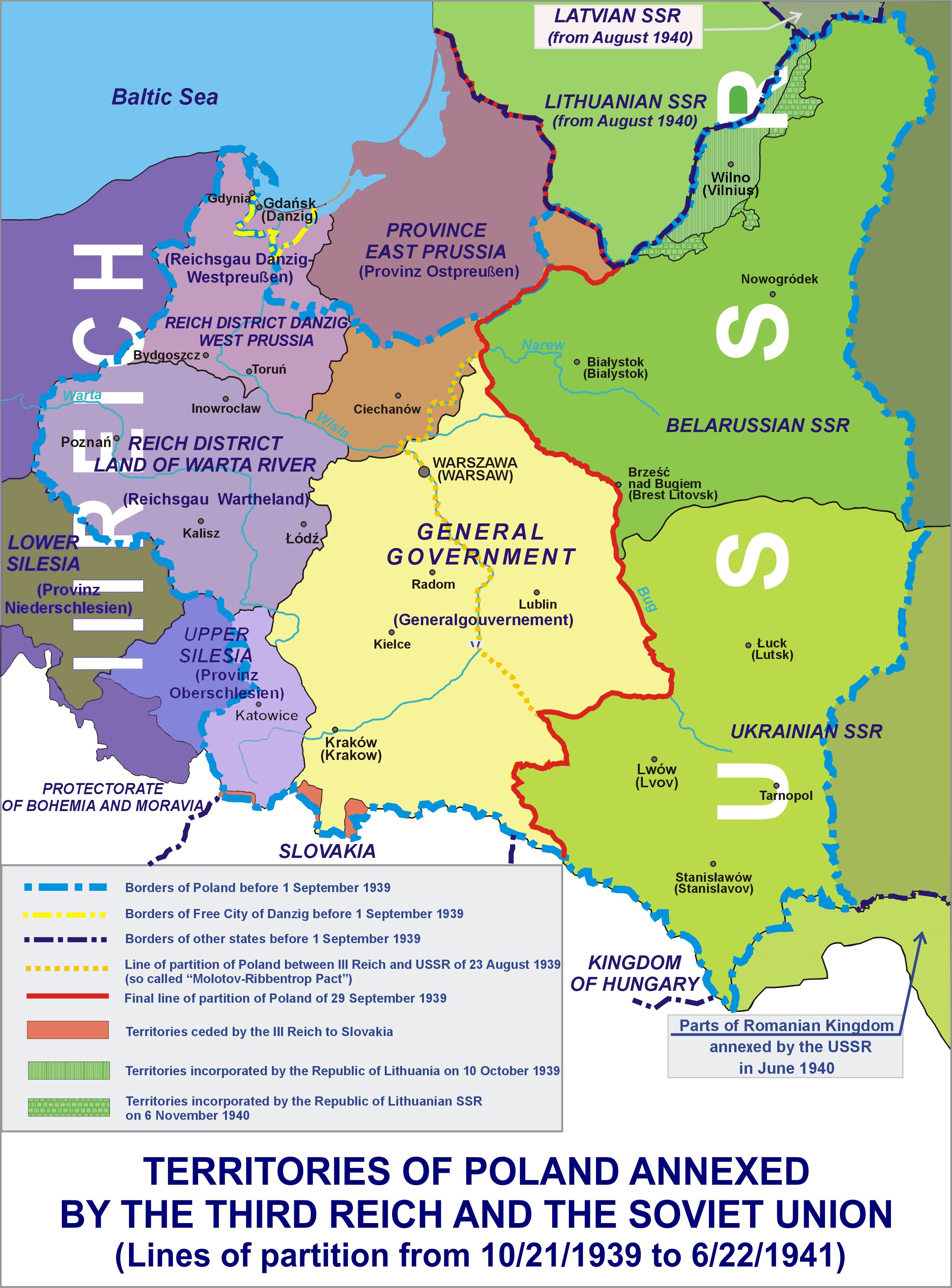
一张苏德瓜分波兰的领土划分地图，可见其后苏联吞并的东波兰领土被分配到立陶宛、白俄罗斯与乌克兰等苏维埃共和国

截至1939年，波兰和苏联的边界是在1921年波苏战争后的《里加和约》中确定的。但之后，根据《莫洛托夫-里宾特洛甫协定》的条款，在德国入侵波兰西部两周后，苏联也应对条约中划定的分配给苏联的东波兰领土发起进攻以协调入侵波兰西部的德国军队。
苏联入侵波兰东部领土（西乌克兰和西白俄罗斯）的借口是保护当地的占多数的乌克兰和白俄罗斯民族人口，而苏联对东波兰的入侵又是在华沙已被围困以及波兰政府及其内阁正打算撤离之时所进行的。
包括给予立陶宛领土的面积在内，苏联吞并的东波兰领土总面积为201,015平方公里，其中有人口1329.9万，波兰人527.4万，犹太人110.9万。另有13.8万波兰人和19.8万犹太人逃离德占区，成为苏占区的难民。双方瓜分波兰的边界在9月28日的《德苏边界条约》中最终确定，而其条约大部分内容是保密的。
占领东乌克兰后，苏联当局立即对占领区展开苏维埃化运动；体现在：对东波兰的人口进行登记和居住在东乌克兰的人口都于1939年11月被强加苏联公民身份，他们还必须上交波兰第二共和国时期所获得的证件以成为新的苏维埃公民。那些没有获得苏联公民身份或拒绝接受公民身份的人都会被逮捕或驱逐出境。1940年3月，苏联将自1939年9月开始就从西乌克兰逃亡至东乌克兰的难民进行驱逐。1940年6月29日，苏联当局对这批约7-8万人（其中犹太人约占之中的84%）的难民驱逐出境，而这持续了一个多月。
苏联在其占领区组织表演性选举，以令其吞并东波兰合法化。苏联占领当局试图抹去波兰历史与文化，收回波兰货币，农业集体化，并将波兰私人和国有财产国有化并重新分配。苏联当局为战前为波兰服务的人视为“反革命罪”，其活动视为“反革命活动”，并随后大量逮捕波兰公民。并对被关集中营中的囚犯展开长时间的审讯。苏联入侵波兰初期，有23万到45万波兰人被俘，其中一些后来被处决。
1940年3月5日，根据拉夫连季·帕夫洛维奇·贝利亚给斯大林的照会，包括斯大林在内的苏共中央政治局委员签署一项命令，命令要求处决关押在被占领的乌克兰西部和白俄罗斯的集中营与监狱的战俘，这些战俘被称为“民族主义者和反革命分子”，总共有大约22000人被处决，史称“卡廷大屠殺”。
1939-1941年间，居住在东波兰的145万人被苏维埃政权驱逐，其中63.1%波兰人，7.4%犹太人。以前人们广泛认为约有100万波兰公民被苏联当局驱逐或处决但最近波兰历史学家根据对苏联档案的调查，得出估计1939-1945年被苏联驱逐的人数约为35万。 安傑伊·帕茨科夫斯基（Andrzej Paczkowski）认为，在苏联被驱逐的100万人中，波兰人的死亡人数为9-10万人，被苏联人处决的人数为3万人。
1920年波兰吞并的维尔纽斯地区根据苏联－立陶宛互助条约归还给立陶宛。其他北部领土被划归白俄罗斯苏维埃社会主义共和国，组成別拉斯托克州、格羅德諾州、新格魯多克州 (后更名为巴拉諾維奇州)、平斯克州和維列伊卡州。而南部则被划归给乌克兰苏维埃社会主义共和国，组成德羅戈貝奇州、利沃夫州、羅夫諾州、伊万诺-弗兰科夫斯克州、捷爾諾波爾州和沃倫州。

## 德国占领东波兰(1941-1944)
苏占东波兰于1941年纳粹德国发动巴巴罗萨行动中被纳粹德国所夺取与占领后，将其划分如下：
- 比亚韦斯托克区（英语：Bezirk Białystok）（原比亚韦斯托克）：波德拉謝地區別爾斯克、格拉耶沃、沃姆扎、索庫烏卡、瓦夫卡維斯克被并入其中，而格罗德诺附属于東普魯士而非被兼并；
- 立陶宛总管区（英语：Generalbezirk Litauen）：维尔纳省被并入立陶宛，而立陶宛本身也被并入到东方专员辖区；
- 東方專員轄區：白鲁塞尼亚领土的波兰部分（今白俄罗斯西部）被并入到东方专员辖区；
- 烏克蘭專員轄區：沃里尼亞和波利西亞被并入到其中；
- 加利西亞區（英语：District Galicia）：加利西亚并入到波蘭總督府，组成其第五区。

1943-1944年期间，纳粹德国当局对乌克兰实施种族滅絕（被称为伏尔加尼亚波兰人大屠杀），估计有10万人因此遇害，许多波兰人被迫离开。1939年时，东波兰地区的波兰语和犹太语人口总数约为670万。在战争期间，估计有200万人丧生（其中120万犹太人）。这些伤亡数据也被计算在波兰战争损失数据中。而有200万（其中25万犹太人）成为难民前往波兰或西方国家避难。战后，有150万人先前前往苏联的波兰人在1945年后返回波兰，而有120万人则留在苏联。俄国历史学家Rostislav Evdokimov也将该地区的波兰人和犹太人的战争损失计入苏联因战争而死亡的人数。

## 战后
战后，苏联再次吞并1939年入侵东波兰时吞并的领土，但将纳粹德国于二战中并入到几个总督辖区的比亚韦斯托克和普热梅希尔归还给波兰。而此时，西方盟国尚未知道1939年苏德早以寇松线瓜分了波兰。
1944年7月苏联为追击德军重新进入波兰后不久，流亡伦敦的波兰流亡政府的波兰总理与英国首相丘吉尔一齐飞往莫斯科，试图以苏联所签署的《莫洛托夫-里宾特洛甫条约》阻止苏联吞并波兰。而流亡波兰政府提出愿意割让一些波兰领土，但斯大林却拒绝了，斯大林告诉他，他允许流亡政府战后加入波兰民族解放委员会。不久，同盟国之间在雅尔塔会议上勉强达成一项协议，苏联将被准许吞并他们在莫洛托夫-里宾特洛甫条约中吞并的波兰部分，但必须割让德国东部领土以补偿给波兰。在雅尔塔上达成的协议随后在波茨坦会议上得到进一步的确认。 此后，东波兰就被并入乌克兰苏维埃社会主义共和国和白俄罗斯苏维埃社会主义共和国。
1945年8月16日，当时共产党主导的波兰政府与苏联签署边界条约，正式割让这些领土。根据1931年波兰人口普查数据，被苏联吞并的领土的总人口（不包括1945年归还波兰的部分）估计有10,653,000人。1939年，增加到约1160万。若按语言组成统计，则说乌克兰语的人占37.1%，波兰语36.5%，白俄罗斯语15.1%，意第绪语8.3%，其他3%。若按宗教信仰来统计，则信仰东正教的人占31.6%，罗马天主教30.1%，乌克兰希腊天主教26.7%，犹太教9.9%，其他1.7%。1944年到1952年，乌克兰起义军（UIA）一直在进行反共产主义的武装斗争，因为乌克兰起义军与苏联驻军的低烈度冲突，苏联政府便从这些领土上驱逐了近60万人，驱逐过程中，有17万当地居民在战斗中被杀害。
1951年，根据苏联-波兰领土交换协定，双方在边界交换了约480 km2（185 sq mi）的领土。

### 书籍
- Nekrich, Aleksandr Moiseevich; Ulam, Adam Bruno; Freeze, Gregory L., , Columbia University Press, 1997, ISBN 0-231-10676-9
- Piotrowski, Tadeusz, , McFarland, 2007, ISBN 978-0-7864-2913-4
- Roberts, Geoffrey, , Yale University Press, 2006, ISBN 0-300-11204-1
- Wettig, Gerhard, , Rowman & Littlefield, 2008, ISBN 978-0-7425-5542-6